# Нанак

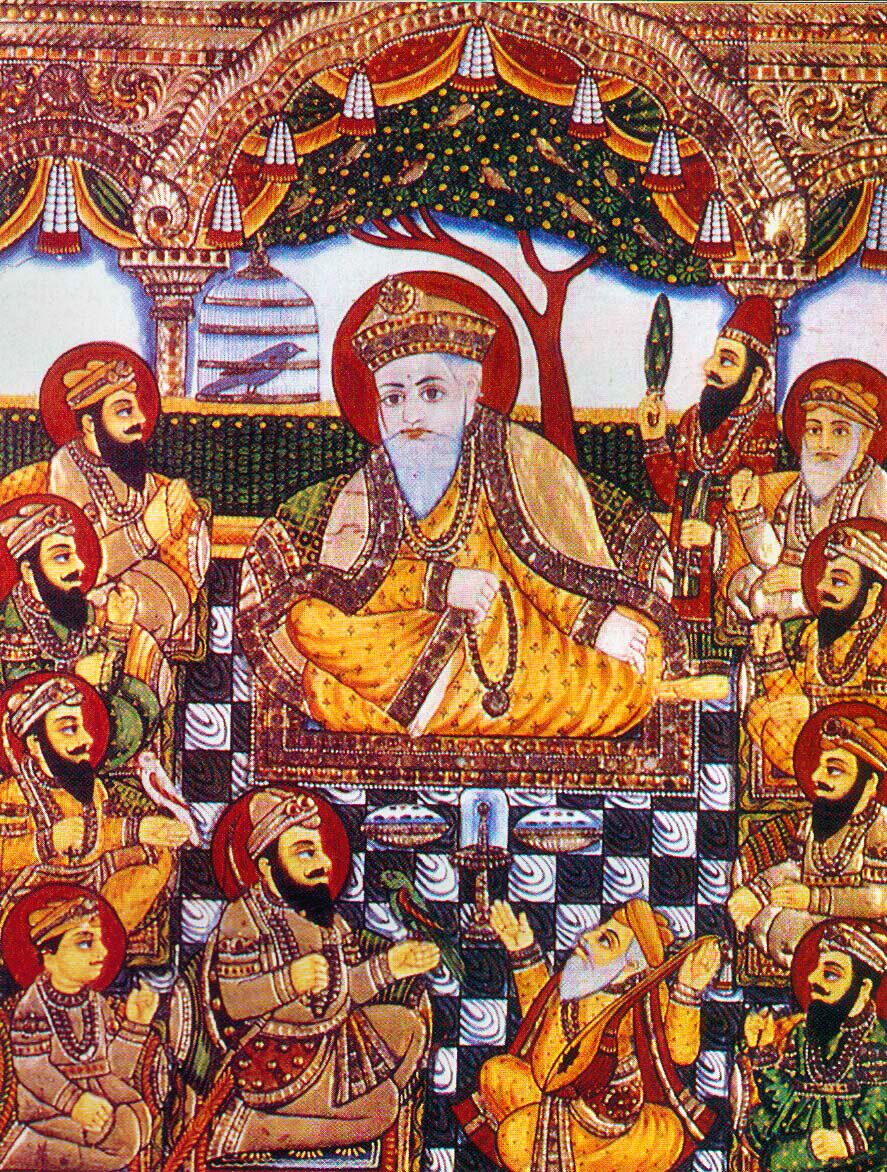
Нанак

Ґуру Нанак Дев (пенджабі: ਗੁਰੂ ਨਾਨਕ ਦੇਵ, гінді: गुरु नानक देव, урду: گرونانک, IAST: Guru Nānak, 15 квітня 1469 — 22 вересня 1539) — засновник сикхізму, перший із десяти ґуру сикхів.

## Біографія
Нанак Деві Капо народився в родині кшатріїв клану Беді в селищі Рай Бхой ді Талванді неподалік від Лахору (сучасний Пакистан). Його батько Мехта Кальян був рахівником у мусульманського поміщика на ймення Рай Булар Бхатті. Його маму звали Тріпта Деві, а єдину старшу сестру Бебе Нанакі.
Джерелом біографічних відомостей про життя Нанака служать сикхські Джанамсакхі (Життєписи) та варси — вірші писаря Бхай Ґудра. Найпопулярніші Джанамсакхі належать сподвижнику ґуру Бхай Бала.
Джанамсакхі стверджують, що астролог, який прийшов скласти гороскоп новонародженого Нанака, наполяг на тому, щоб подивитися на маля. Побачивши його, він шанобливо склонився перед ним, склавши руки, як для молитви, й вигукнув, що жалкує, що йому не доведеться побачити Нанака дорослим.
У п'ятирічному віці Нанак почав цікавитися релігією. У сім років батько віддав його до сільської школи. Розповідають, що Нанак одразу ж вразив учителя, розповівши про символізм першої літери абетки, яка в арабському письмі є майже прямою вертикальною рискою, що нагадує цифру 1, а, отже, символізує єдиність Бога.

### Одруження і родина
Ґуру Нанак Дев одружився з Мата Сулакхні у місті Батала. У подружжя було двоє дітей: Шрі Чанд та Лакхмі Чанд. Шрі Чанд став засновником аскетичної секти Удасі («засмучені»), члени якої більше уваги приділяли аскезі та служили охоронцями історичних пам'яток сикхів до приходу британців.

### Заснування сикхізму і подорожі
Місцевий пан Рай Булар Бхатті та сестра Нанака Бібі Нанакі першими визнали божий дар Нанака. Вони допомагали йому вчитися й подорожувати. Одного дня Нанак проголосив, що немає ні індусів, ні мусульман, й відтоді почав пропагувати своє вчення, що отримало назву сикхізм.
Хоча точний маршрут мандрівок Нанака невідомий, вважається, що він здійснив чотири великі подорожі. Перший з них вела на схід до Бенгалу й Ассаму, друга — на південь у напрямку Таміл-Наду, третя на північ до Кашміру, Ладакху й на Тибет, четверта — до Багдаду, Мекки, Медіни й на Аравійський півострів. В Мецці каді Рукан-уд-дін помітив, що Нанак спить ногами до Кааби, що його сильно розгнівило. У відповідь Нанак попросив розвернути його так, щоб ноги вказували в напрямку, де немає Бога чи Божого дому. Каді зрозумів, що ґуру говорить — Бог повсюди, і збагнув велич проповідника.

### Останні роки
У літньому віці ґуру Нанак часто випробовував відданість своїх синів і найближчих сподвижників. Один із них, Баба Легна вийшов із цих випробовувань із честю, не проявивши жодних сумнівів у вірі у вчення Нанака. Ґуру Нанак призначив його своїм наступником і дав йому нове ім'я Ґуру Анґад Дев. Незабаром після цього Нанак помер у місті Картапур в Пенджабі.